# Hyphoraia testudinaroides
Hyphoraia testudinaroides là một loài bướm đêm thuộc phân họ Arctiinae, họ Erebidae.